# Codalithia
Codalithia là một chi bướm đêm thuộc họ Noctuidae.